# Liste der Bürgermeister von Bukarest

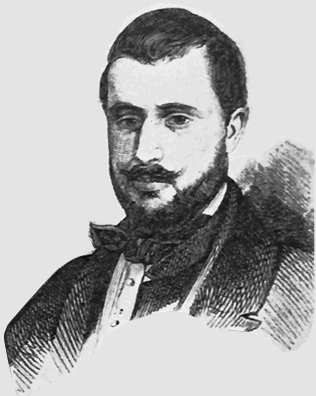
Dimitrie C. Brătianu (1866–1867)

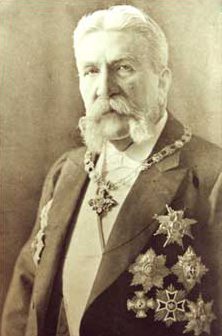
Gheorghe Grigore Cantacuzino (1869–1870)

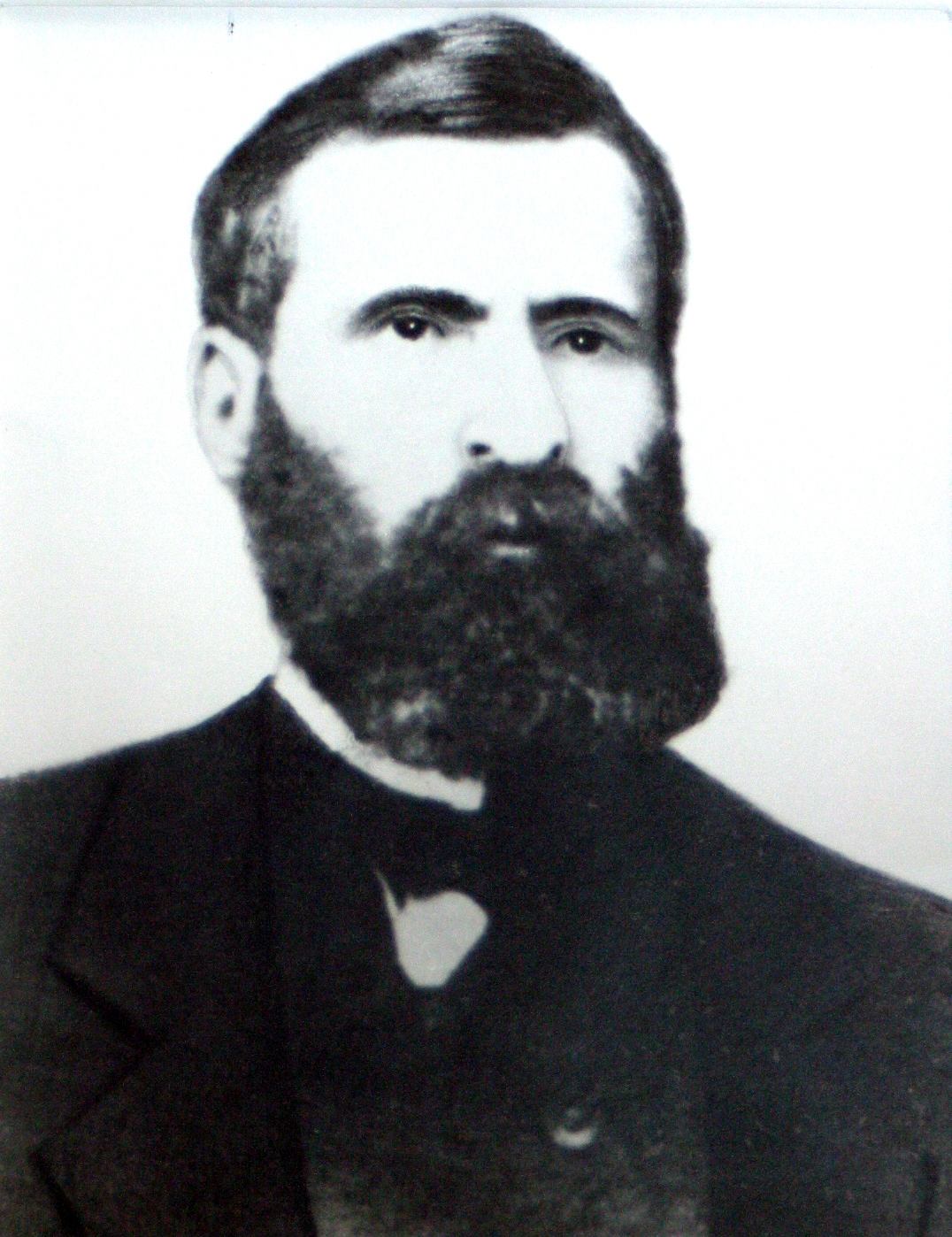
Christian Tell (1870–1871)

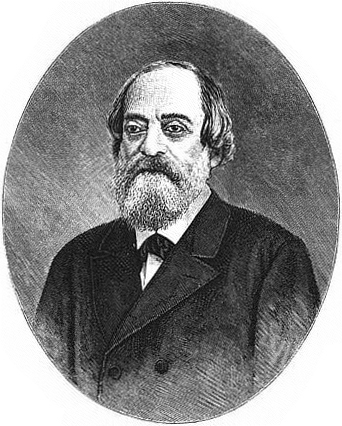
Constantin Alexandru Rosetti (1871 und 1877)

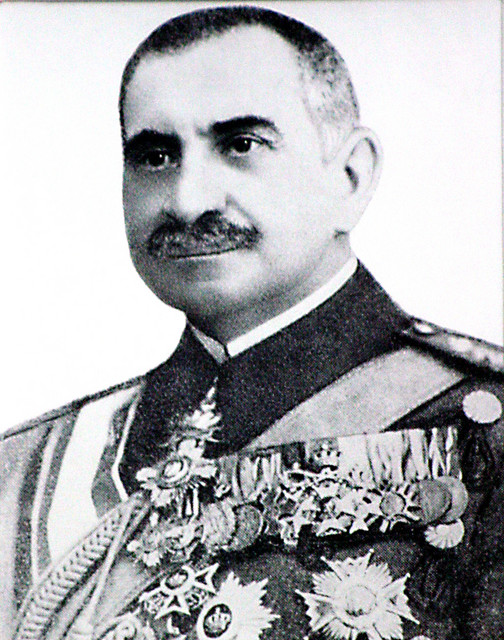
Gheorghe Manu (1873–1877)

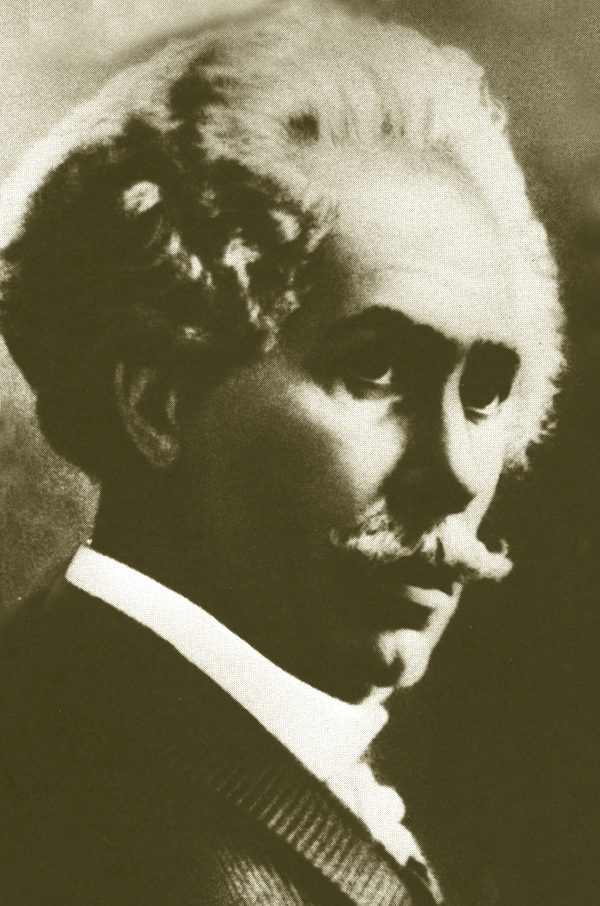
Barbu Ștefănescu Delavrancea (1899–1901)

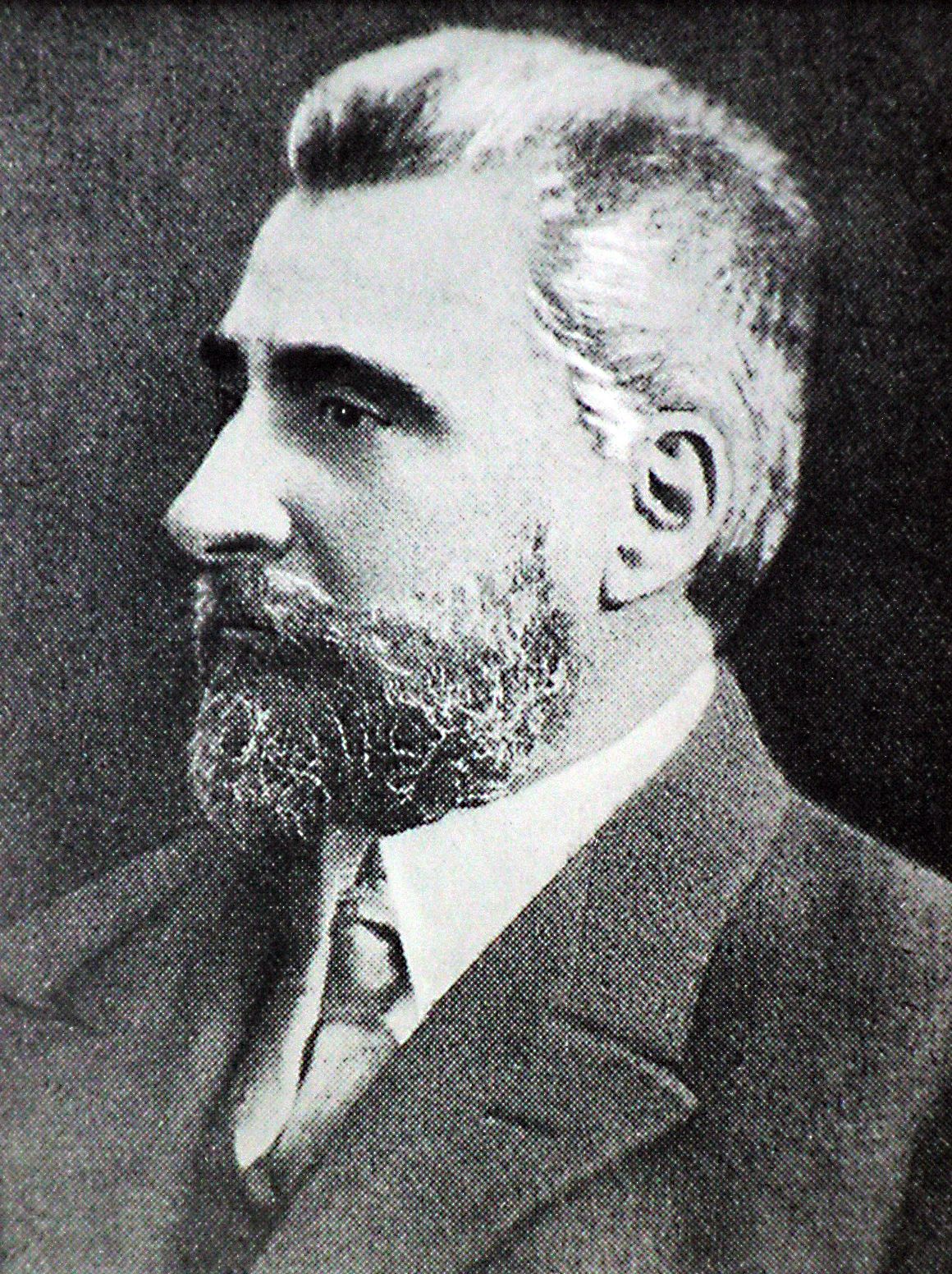
Vintilă Ion Brătianu (1907–1910)

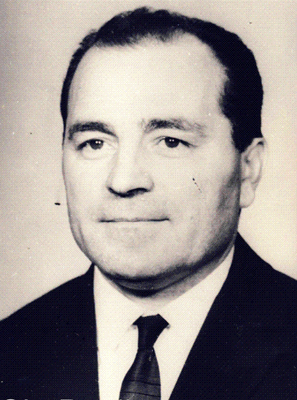
Gheorghe Pană (1981–1985)

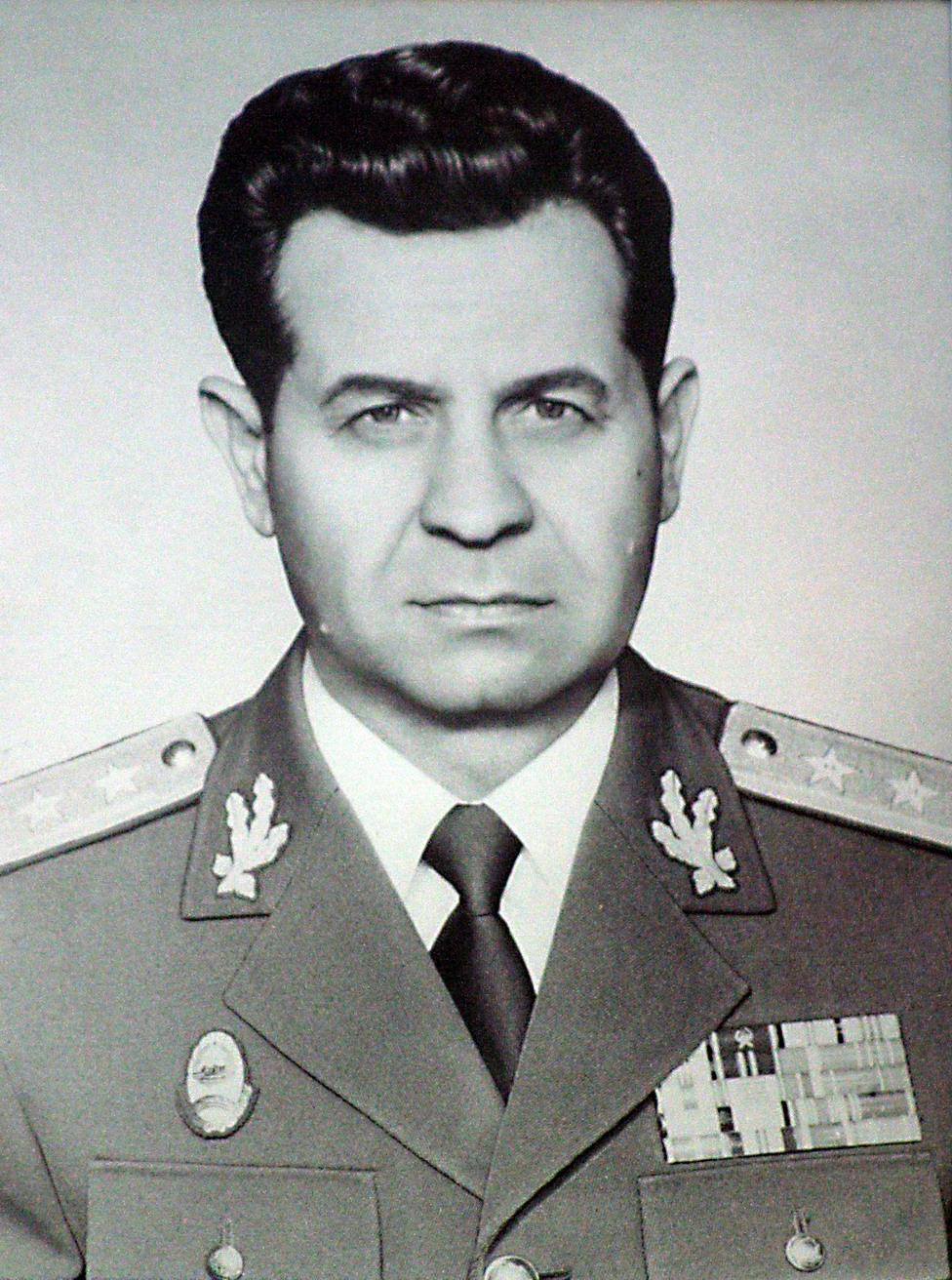
Constantin Olteanu (1986–1988)

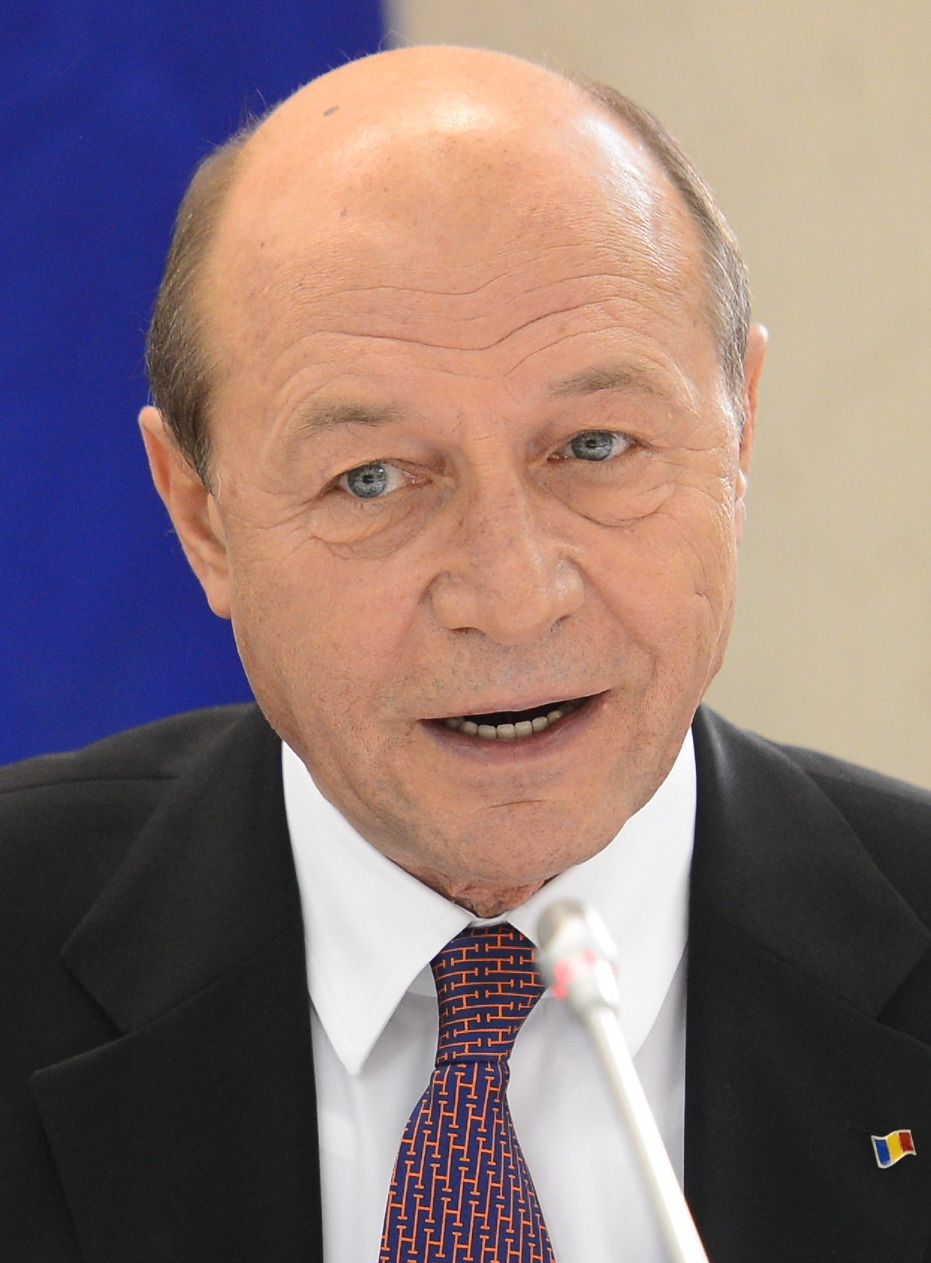
Traian Băsescu (2000–2004)

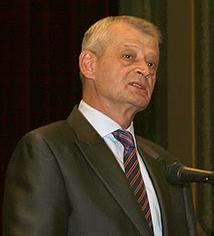
Sorin Oprescu (2008–2015)

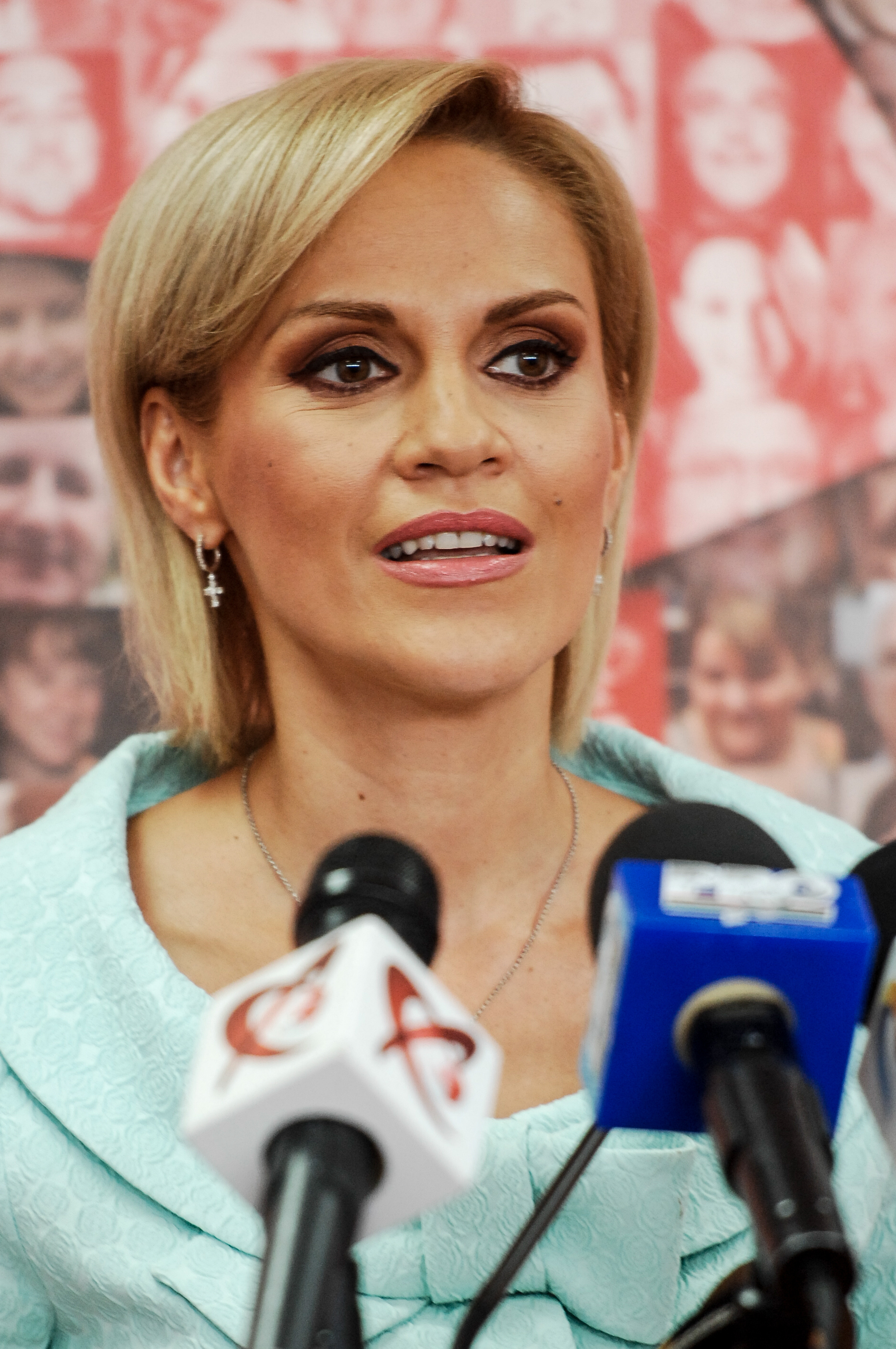
Gabriela Firea (2016–2020)

Dies ist eine Liste der Bürgermeister von Bukarest, der Hauptstadt Rumäniens.
| Name                               | von                | bis                |
| ---------------------------------- | ------------------ | ------------------ |
| General Barbu Vlădoianu            | 7. August 1864     | Oktober 1865       |
| Constantin Iliescu                 | November 1865      | März 1866          |
| Dimitrie C. Brătianu               | März 1866          | März 1867          |
| Panait Costache                    | März 1867          | November 1868      |
| Panait Iatropol                    | November 1868      | März 1869          |
| Gheorghe Grigore Cantacuzino       | Mai 1869           | Januar 1870        |
| Eftimie Diamandescu                | Februar            | September 1870     |
| General Christian Tell             | November 1870      | Januar 1871        |
| Constantin Alexandru Rosetti       | Januar 1871        | März 1871          |
| Scarlat Cretzulescu                | Mai 1871           | Dezember 1872      |
| N.C. Brailoiu                      | Juni 1873          | September 1873     |
| General Gheorghe Manu              | Oktober 1873       | April 1877         |
| Constantin Alexandru Rosetti       | April 1877         | August 1877        |
| Constantin Bosianu                 | 1. Dezember 1878   | 15. Dezember 1878  |
| Dimitrie Cariagdi                  | Dezember 1878      | November 1883      |
| M. Torok                           | November 1883      | Januar 1884        |
| Nicolae Fleva                      | Januar 1884        | April 1886         |
| N. Manolescu                       | Juni 1886          | November 1886      |
| Ion I. Câmpineanu                  | November 1886      | April 1888         |
| Pake (Pache) Emilian Protopopescu  | April 1888         | Dezember 1891      |
| Dimitrie Orbescu                   | Dezember 1891      | Juni 1892          |
| Georges Trandafil                  | Juni 1892          | Februar 1893       |
| Nicolae Filipescu                  | Februar 1893       | Oktober 1895       |
| Petre S. Aurelian                  | Oktober 1895       | Dezember 1895      |
| C.F. Robescu                       | Januar 1896        | April 1899         |
| Nicolae Filipescu                  | April 1899         | Juni 1899          |
| Barbu Ștefănescu Delavrancea       | Juni 1899          | Februar 1901       |
| Em. Costinescu                     | Februar 1901       | April 1901         |
| Procop Ion Dumitrescu              | April 1901         | November 1902      |
| C.F. Robescu                       | November 1902      | Dezember 1904      |
| Mihai Ion Cantacuzino              | Dezember 1904      | März 1907          |
| Comănescu C. Costescu              | April 1907         | Juni 1907          |
| Vintilă Ion Brătianu               | Juni 1907          | Februar 1910       |
| Procop Ion Dumitrescu              | Februar 1910       | Januar 1911        |
| Dimitrie Dobrescu                  | Januar 1911        | Oktober 1912       |
| C. Istrati                         | Oktober 1912       | März 1913          |
| Gheorghe Gr. Cantacuzino           | März 1913          | Dezember 1913      |
| G. Ion Saiță                       | Januar 1914        | März 1914          |
| Emil Petrescu                      | März 1914          | November 1916      |
| Colonel Victor Verzea              | November 1916      | Juni 1917          |
| Dem. Bragadiru                     | Juni 1917          | August 1917        |
| Ion Dobrovici                      | August 1917        | November 1918      |
| Emil Petrescu                      | November 1918      |                    |
| C. Hălăuceanu                      | Dezember 1918      | September 1919     |
| Pandele Tărușanu                   | Oktober 1919       | Januar 1920        |
| Gheorghe Gheorghian                | Januar 1920        | Februar 1922       |
| Matei Gheorghe Corbescu            | Februar            | Dezember 1922      |
| Lucian Skupiewski                  | Februar            | April 1923         |
| Ion Costinescu                     | April 1923         | April 1926         |
| Anibal Teodorescu                  | April 1926         | Juli 1927          |
| Ion Costinescu                     | Juli 1927          | November 1928      |
| Gheorghe Gheorghian                | Dezember 1928      | Januar 1929        |
| Dem I. Dobrescu                    | Februar 1929       | Januar 1934        |
| Al. Gheorghe Donescu               | März 1934          | Januar 1938        |
| Constantin C. Braiesku             | Januar 1938        | Februar 1938       |
| Iulian Peter                       | Februar 1938       | September 1938     |
| General Victor Dombrovski          | September 1938     | September 1940     |
| G. Ion Vântu                       | September 1940     | Februar 1941       |
| General Rodrig Modreanu            | Februar 1941       | Dezember 1941      |
| General Constantin Florescu        | Dezember 1941      | Oktober 1942       |
| General Ion Rășcanu                | Oktober 1942       | August 1944        |
| General Victor Dombrovski          | August 1944        | Februar 1948       |
| Nicolae Pârvulescu                 | August 1948        | Februar 1949       |
| Nicolae Voiculescu                 | Februar 1949       | Dezember 1950      |
| Gheorghe Roman                     | Dezember 1950      | Dezember 1951      |
| Anton Tatu Jianu                   | Januar 1952        | Juni 1952          |
| Jean Ilie                          | Juli 1952          | März 1953          |
| Craciun Blidaru                    | April 1953         | Januar 1954        |
| Gheorghe Vidrașcu                  | Januar 1954        | Februar 1955       |
| Stefan Bălan                       | März 1955          | Januar 1956        |
| Anton Vlădoiu                      | Februar 1956       | März 1958          |
| Dumitru Diaconescu                 | März 1958          | April 1962         |
| Ion Cosma                          | April 1962         | Februar 1968       |
| Dumitru Popa                       | Februar 1968       | 24. April 1972     |
| Gheorghe Cioară                    | 24. April 1972     | 18. Juni 1976      |
| Ion Dincă                          | 1976               | 1980               |
| Gheorghe Pană                      | 1981               | 1985               |
| Constantin Olteanu                 | 1986               | 1988               |
| Radu Constantin                    | 1988               | 1989               |
| Barbu Petrescu                     | 1989               | 1990               |
| Dan Predescu                       | Januar 1990        | Juli 1990          |
| Ștefan-Constantin Ciurel           | Juli 1990          | November 1990      |
| Nicolae Viorel Oproiu              | November 1990      | September 1991     |
| Doru Viorel Pană                   | September 1991     | Februar 1992       |
| Crin Halaicu                       | Februar 1992       | Juni 1996          |
| Victor Ciorbea                     | Juni 1996          | Dezember 1996      |
| Viorel Lis                         | Januar 1997        | Juni 2000          |
| Traian Băsescu                     | Juni 2000          | Dezember 2004      |
| Răzvan Murgeanu                    | Dezember 2004      | April 2005         |
| Adriean Videanu                    | April 2005         | 19. Juni 2008      |
| Sorin Oprescu                      | Juni 2008/2012     | 15. September 2015 |
| Ștefănel Dan Marin (kommissarisch) | 15. September 2015 | 24. November 2015  |
| Ioan-Răzvan Sava (kommissarisch)   | 24. November 2015  | 5. Juni 2016       |
| Gabriela Firea                     | 5. Juni 2016       | 27. September 2020 |
| Nicușor Dan                        | 29. Oktober 2020   | 26. Mai 2025       |
| Stelian Bujduveanu                 | 26. Mai 2025       |                    |